# Karel Fajfrlík
Karel Fajfrlík (28. ledna 1860 Štěnovice – 8. května 1940 Moravská Ostrava) byl český a československý politik, člen Lidové strany pokrokové na Moravě a poslanec Revolučního národního shromáždění za Českou státoprávní demokracii, respektive za z ní vzniklou Československou národní demokracii.

## Biografie
Vystudoval české gymnázium v Plzni, na vysoké škole báňské v Leobenu a na Právnické fakultě Univerzity Karlovy. Profesně začínal coby písař v advokátní kanceláři. Od roku 1890 byl koncipientem v Moravském Krumlově, kde se podílel na založení sokolské organizace a angažoval se v místních spolcích. Od roku 1895 pracoval v advokátní kanceláři v Moravské Ostravě, po roce 1899 jako samostatný advokát. Angažoval se při založení divadelního spolku a Sokolské župy moravskoslezské v Ostravě. V letech 1900–1919 byl starostou sokolské jednoty Moravská Ostrava
I. a v letech 1900–1909 župním starostou.
Politicky se začal angažovat v Moravském klubu v Moravské Ostravě a v politickém pokrokovém spolku. Za Lidovou stranu pokrokovou na Moravě (volně sdružená s Národní stranou svobodomyslnou, tedy mladočechy, v Čechách) byl v zemských volbách roku 1906 zvolen na Moravský zemský sněm za kurii městskou, obvod Moravská Ostrava, Vítkovice, Přívoz atd. Mandát obhájil v zemských volbách roku 1913.
Patřil do okruhu okolo brněnských Lidových novin, kde během první světové války rostla opozice proti vedení strany, která byla prorakousky aktivistická. Od roku 1917 se podílel na dojednávání vzniku České státoprávní demokracie jako nové formace sdružující moravské i české národně-liberální proudy. V říjnu 1918 patřil k významným postavám převratu v Moravské Ostravě. Byl místopředsedou tamního Okresního národního výboru.
Od roku 1918 zasedal v Revolučním národním shromáždění. V tomto zákonodárném sboru zasedal za Českou státoprávní demokracii, později přetvořenou v národní demokracii. Na členství v parlamentu rezignoval na 47. schůzi v květnu roku 1919. Byl profesí advokátem.
V roce 1923 inicioval v Moravské Ostravě vznik spolku Výstava, který zde ještě téhož roku uspořádal velkou hospodářskou výstavu. Ze zisku pak za předsednictví Karla Fajfrlíka došlo k výstavbě trvalého výstavního areálu.